# Regeringen Múte Bourup Egede II
Regeringen Múte Bourup Egede II var Grønlands regering fra april 2022 til april 2025. Regeringen var en to-partisregering med Inuit Ataqatigiit (IA) og Siumut, som tilsammen havde 22 ud Inatsisartuts 31 medlemmer. IA havde fra starten seks ministre, inkl. formand for Naalakkersuisut Múte Bourup Egede, og Siumut havde 4 ministre. Aftalen mellem de to partier indeholdt også at tidligere formand for Naalakkersuisut Kim Kielsen (Siumut) blev ny formand for Inatsisartut efter Hans Enoksen. Efter regeringsrokaden 25. september 2023 havde IA og Siumut hver 5 ministre, mens Mimi Karlsen (IA)var formand for Inatsisartut.

## Baggrund
Efter valget til Inatsisartut 6. april 2021 indgik IA og Naleraq en snæver koalitionsaftale, som akkurat havde flertal med IA's 12 pladser og Naleraqs 4 pladser i Inatsisartut. Der var i deres regeringstid flere sager hvor de to koalitionspartier var uenige, og det førte til Regeringen Múte Bourup Egede I's opløsning efter knap et år mandag 4. april 2022. IA og Siumut havde allerede været i hemmelige forhandlinger weekenden før bruddet kendt, og Múte B. Egede og Siumuts formand, Erik Jensen, underskrev en regeringsaftale kun 2 timer efter at den tidligere regerings sammenbrud var blevet kendt.
IA havde 6 ministre i regeringen, der alle også var i den tidligere regering; Siumut havde 4 ministre. Mariane Paviasen, der var minister for boliger og infrastruktur, var den eneste IA-minister i den tidligere regering som ikke fortsatte som minister.
Den nye regering blev præsenteret og godkendt i Inatsisartut 5. april 2022.

## Regeringsrokader

### Maj-juni 2023
30. maj 2023 gik Peter P. Olsen frivilligt af efter Demokraatit havde fremsat et mistillidsvotum mod ham fordi de mente Olsen ikke havde gjort nok for at afhjælpe manglen på grønlandsksprogede journalister i Kalaallit Nunaata Radioa. Han havde allerede overlevet et andet mistillidsvotum i november 2022. Naalakkersuisuts formand Múte B. Egede overtog selv midlertidigt Olsens resortområder. 5. juni skete der en omrokering blandt de resterende ministre: Aqqaluaq B. Egede overtog Peter Olsens tidligere områder, uddannelse, kultur, idræt og kirke. Han overtog også områderne børn, unge og familier som blev flyttet fra Mimi Karlsen. Råstof-området blev til gengæld flyttet fra Aqqaluaq B. Egede til Naaja H. Nathanielsen. Det blev varslet at der senere ville komme en ny minister når Inatsisartut blev samlet og kunne godkende nye regeringsmedlemmer på sin efterårssamling.

### September 2023
På den første dag af Grønlands parlament, Inatsisartuts, efterårssamling, 22. september 2023, trak to ministre sig fra regeringen: Mimi Karlsen fordi hun blev valgt til ny formand for Inatsisartut, og Karl Tobiassen fordi det ikke var lykkedes ham at gennemført en ny fiskerilov som han havde lovet at gøre.
25. september skete en større rokade:
- Erik Jensen (Siumut) skiftede til skatter og finanser
- Naaja Nathanielsen (IA) fik sit område udvidet med erhverv, handel og ligestilling til erhverv, handel og råstoffer, justitsområdet og ligestilling.
- Vivian Motzfeldt (Siumut) fik sin område ændret til selvstændighed og udenrigsanliggender.
- Aqqaluaq B. Egede (IA) fik sit område ændret til børn, unge, uddannelse, kultur, idræt og kirke.
- Kim Kielsen (Siumut) indtrådte i regeringen som ny minister for fiskeri og fangst.
- Agathe Fontain (IA) indtrådte i regeringen som ny minister for sundhedsområdet.
- Hans Peter Poulsen (Siumut) indtrådte i regeringen som ny minister for boliger og infrastruktur.
- Jess Svane (Siumut) fik tilført familieområdet og blev minister for arbejdsmarked, familie- og socialområdet og indenrigsanliggender.

Kun Múte Bourup Egede og Kalistat Lund (IA) fortsatte med de samme områder som før. Ved rokaden blev der oprettet et nyt departement for selvstændighed i selvstyrets administration, som kom til at høre under Vivian Motzfeldt. Der havde også tidligere været et selvstændighedsdepartement fra 2016 til 2018.

## Naalakkersuisuts sammensætning
| Ressortområde                                                                                           | Minister | Minister           | Tiltrådt posten    | Forlod posten      | Parti             |
| --- | -------- | ------------------ | ------------------ | ------------------ | ----------------- |
| Formand for Naalakkersuisut                                                                             |          | Múte Bourup Egede  | 5. april 2021      | 7. april 2025      | Inuit Ataqatigiit |
| Viceformand for Naalakkersuisut                                                                         |          | Erik Jensen        | 5. april 2022      | 7. april 2025      | Siumut            |
| Naalakkersuisoq for boliger og infrastruktur                                                            |          | Erik Jensen        | 5. april 2022      | 25. september 2023 | Siumut            |
| Naalakkersuisoq for boliger og infrastruktur                                                            |          | Hans Peter Poulsen | 25. september 2023 | 7. april 2025      | Siumut            |
| Naalakkersuisoq for finanser (finanser og skatter fra 25. september 2023)                               |          | Naaja Nathanielsen | 5. april 2022      | 25. september 2023 | Inuit Ataqatigiit |
| Naalakkersuisoq for finanser (finanser og skatter fra 25. september 2023)                               |          | Erik Jensen        | 25. september 2023 | 7. april 2025      | Siumut            |
| Naalakkersuisoq for ligestilling                                                                        |          | Naaja Nathanielsen | 5. april 2022      | 7. april 2025      | Inuit Ataqatigiit |
| Naalakkersuisoq for råstoffer og justitsvæsen                                                           |          | Aqqaluaq B. Egede  | 5. april 2022      | 5. juni 2023       | Inuit Ataqatigiit |
| Naalakkersuisoq for råstoffer og justitsvæsen                                                           |          | Naaja Nathanielsen | 5. juni 2023       | 7. april 2025      | Inuit Ataqatigiit |
| Naalakkersuisoq for sundhed                                                                             |          | Mimi Karlsen       | 5. april 2022      | 22. september 2023 | Inuit Ataqatigiit |
| Naalakkersuisoq for sundhed                                                                             |          | Agathe Fontain     | 25. september 2023 | 7. april 2025      | Inuit Ataqatigiit |
| Naalakkersuisoq for børn og unge                                                                        |          | Mimi Karlsen       | 5. april 2022      | 5. juni 2023       | Inuit Ataqatigiit |
| Naalakkersuisoq for børn og unge                                                                        |          | Aqqaluaq B. Egede  | 5. juni 2023       | 7. april 2025      | Inuit Ataqatigiit |
| Naalakkersuisoq for familier                                                                            |          | Mimi Karlsen       | 5. april 2022      | 5. juni 2023       | Inuit Ataqatigiit |
| Naalakkersuisoq for familier                                                                            |          | Aqqaluaq B. Egede  | 5. juni 2023       | 25. september 2023 | Inuit Ataqatigiit |
| Naalakkersuisoq for familier                                                                            |          | Jess Svane         | 25. september 2023 | 7. april 2025      | Siumut            |
| Naalakkersuisoq for uddannelse, kultur, idræt og kirke                                                  |          | Peter P. Olsen     | 5. april 2022      | 30. maj 2023       | Inuit Ataqatigiit |
| Naalakkersuisoq for uddannelse, kultur, idræt og kirke                                                  |          | Múte Bourup Egede  | 30. maj 2023       | 5. juni 2023       | Inuit Ataqatigiit |
| Naalakkersuisoq for uddannelse, kultur, idræt og kirke                                                  |          | Aqqaluaq B. Egede  | 5. juni 2023       | 7. april 2025      | Inuit Ataqatigiit |
| Naalakkersuisoq for landbrug, selvforsyning, energi og miljø                                            |          | Kalistat Lund      | 5. april 2022      | 7. april 2025      | Inuit Ataqatigiit |
| Naalakkersuisoq for udenrigsanliggender (Selvstændighed og udenrigsanliggender fra 25. september 2025). |          | Vivian Motzfeldt   | 5. april 2022      | 7. april 2025      | Siumut            |
| Naalakkersuisoq for erhverv og handel                                                                   |          | Vivian Motzfeldt   | 5. april 2022      | 7. april 2025      | Siumut            |
| Naalakkersuisoq for erhverv og handel                                                                   |          | Naaja Nathanielsen | 5. april 2022      | 7. april 2025      | Inuit Ataqatigiit |
| Naalakkersuisoq for fiskeri og fangst                                                                   |          | Karl Tobiassen     | 5. april 2022      | 22. september 2023 | Siumut            |
| Naalakkersuisoq for fiskeri og fangst                                                                   |          | Kim Kielsen        | 22. september 2023 | 7. april 2025      | Siumut            |
| Naalakkersuisoq for sociale anliggender, indenrigsanliggender og arbejdsmarked                          |          | Jess Svane         | 5. april 2022      | 7. april 2025      | Siumut            |

Kilder for oprindelig sammensætning: KNR og Sermitsiaq. For ændringer, se afsnittet om regeringsrokader.